# Top End

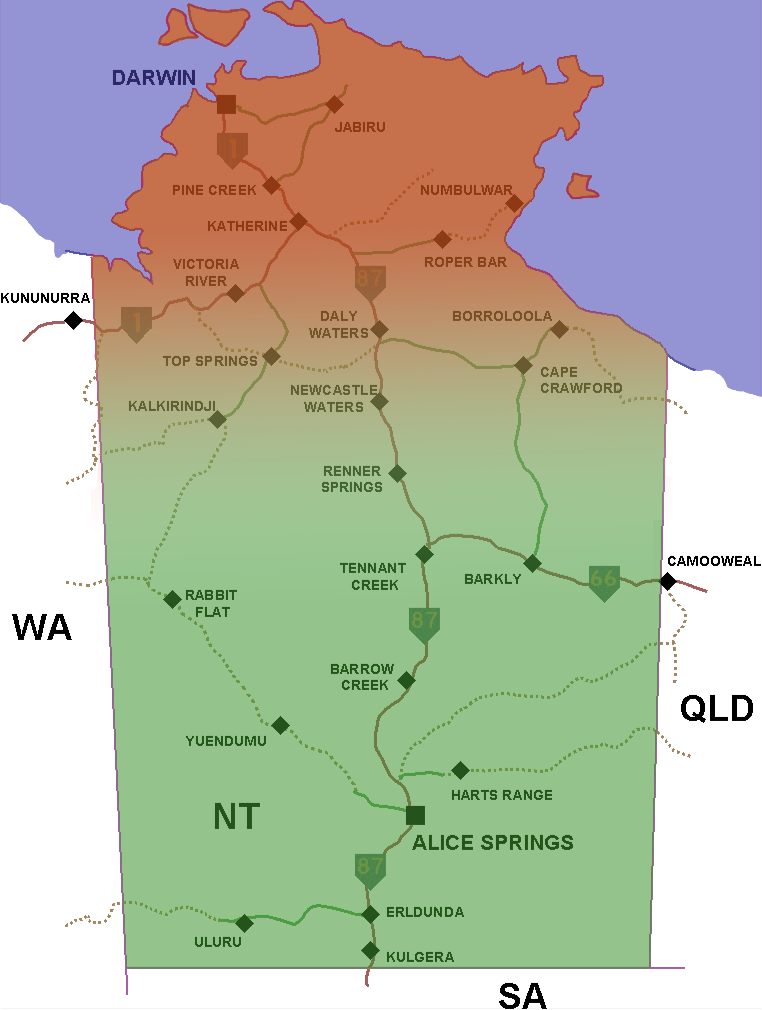
Mapa de la ubicació aproximada del Top End dins el Territori del Nord en vermell.

La Top End ('Extrem superior' en anglès) és una península d'Austràlia que es troba al nord de la regió del Territori del Nord. És el segon punt més septentrional del continent, després de la península del Cap York. Una part de la Top End s'anomena Terra d'Arnhem.

## Geografia
Cobreix una àrea vagament definida d'aproximadament uns 400.000 quilòmetres quadrats a la costa al nord de Darwin, la capital del Territori del Nord. Té l'oceà Índic a l'oest, el mar d'Arafura al nord, i el golf de Carpentària a la a l'est. A l'interior és gairebé sense aigua i semiàrid de l'interior d'Austràlia cap al sud. Més enllà té l'enorme Parc Nacional de Kakadu.
La Terra d'Arnhem, tot i ser menys freqüentment visitada i coneguda a l'estranger que la part àrida del sud del Territori del Nord, en anomenada Red Center (en català, Centre Roig) pels australians. La ciutat més poblada és Alice Springs. Altres ciutats importants són Darwin, Katherine i Palmerston.
El paisatge presenta un relleu rocós i tallat per nombrosos barrancs. Els rius que formen els aiguamolls són el riu Alligator del Sud i de l'Est, el riu Maria, i el riu Glyde. El clima és tropical monsònic amb una estació humida i una seca, de manera que s'hi produeixen les majors precipitacions del nord d'Austràlia (més de 1.200 mm anuals). Les temperatures no varien excessivament durant tot l'any. Hi ha una sèrie d'illes al llarg de la costa de la Terra d'Arnhem, com són les illes Tiwi (l'illa de Bathurst i l'illa de Melville) i Groote Eylandt, així com d'altres més petites.

## Flora
La majoria de les sabanes d'Austràlia s'utilitzen com a pastures pel bestiar. A l'extrem nord hi ha vastes zones de pastures en el seu estat original i esquitxades d'eucaliptus. Aquestes pastures són una ecoregio única i molt important. La zona d'altiplans sorrencs de l'ecoregió són un centre particularment ric en biodiversitat amb una flora única de landes. Gran part de la Terra d'Arnhem és dins de l'ecoregió de la sabana tropical de la Terra d'Arnhem, la qual es fusiona al sud amb matollars semiàrids de mulga, sabanes arbrades d'eucaliptus, i les dunes del centre. La transició és gradual, de manera que la línia que separa la Terra d'Arnhem i el centre és arbitrària.

## Fauna
Aquesta regió és hàbitat de vida salvatge única. Als rius i estuaris són la llar de grans poblacions tant de cocodril marí com de cocodril australià, així com de tauró camús, peix serra i dugong. Els aiguamolls són un hàbitat ric, vital per la migració d'aus i la llar de grans poblacions d'aus, com la colònia més gran del món de cria d'oca garsera, així com un gran nombre de rosegadors i serps. Algunes espècies endèmiques de la Terra d'Arnhem són el cangur negre, la Morelia oenpelliensis, la Petrophassa rufipennis, el Zyzomys maini, i diverses espècies d'escíncids. A la regió hi ha moltes espècies de rèptils com són el llangardaix de gorguera, l'enorme varànid (conegut localment com a Goanna), la pitó olivaceus, l'escurçó de la mort, la mulga, la pitó d'aigua (Liasis fuscus), i d'altres. L'altiplà és la llar de moltes d'aquestes espècies endèmiques, especialment invertebrats, peixos i granotes, incloent-hi per exemple centenars d'espècies de formigues. Les illes costaneres són la llar de subespècies úniques de part d'aquesta fauna.

## Amenaces i conservació
El paisatge està ben conservat i tradicionalment gestionat en gran part per la Llei de drets territorials dels Aborígens de 1976, que inclou Kakadu, el parc nacional més gran d'Austràlia i Patrimoni de la Humanitat. Per tant, encara que s'han reduït algunes poblacions, no s'han produït grans extincions de la vida salvatge. No obstant això, Darwin és una ciutat en creixement i és una base per a l'agricultura, el turisme i la mineria, les quals són amenaces pels hàbitats. Les plantes i animals introduïts, com el búfal asiàtic domèstic també estan canviant els hàbitats naturals i hi ha hagut crítiques a la forma en què la població local ha canviat el règim d'incendis que s'utilitzen per controlar els arbustos, on es cremen grans àrees cada any per permetre que es renovin.